# 대한민국 제2대 부통령 선거
대한민국 제2대 부통령 선거는 1951년 5월 16일 이시영 부통령의 사퇴로 궐위가 된 부통령 보궐선거를 부산 피난지에서 실시한 것이다. 결선 투표까지 가는 접전 끝에 김성수 민주국민당 최고위원이 부통령에 당선되었다.

## 이시영 사임 과정
국민방위군 사태 등으로 이승만 정부에 불만을 품은 이시영 부통령은 5월 9일 국회에 사직서를 보냈는데, 대통령이나 부통령의 사임에 관련해서는 헌법이나 관련 법률에 규정된 바가 없는 바 장택상 국회부의장은 법률 전문가들을 만나 부통령의 사직 문제에 대해 자문을 구했다. 결국 '대통령과 부통령은 국회에서 선출하니 중도 사퇴하는 것 역시 그들의 권력의 근거지인 국회의 승인을 얻는 게 맞다'는 전문가들의 조언에 따라 국회에서 표결로 사표 수리 여부를 결정하기로 했다.
5월 10일 국회는 격론 끝에, 이승만 대통령을 출석시켜 생각을 들어본 후 부통령 사표 수리를 결정하자는 안을 거수 투표 결과 재석 의원 131명 중 111명의 찬성으로 통과시켰다. 그 날 국회의 각파 지도자들은 이승만 대통령을 찾아가 대화를 나눴는데, 이승만은 이 자리에서 자신은 부통령 개인의 선택에 왈가왈부할 수 없다며 의견 표명이나 국회 출석을 거부하였다. 그러면서도 은근 부통령이 정권에 남아서 계속 분란만 일으킬 바에야 그만 나가주면 좋겠다는 듯한 뉘앙스를 풍겼다고 참석자들은 말했다.
11일 의원들은 정부 내에서 쇄신을 외치는 사람이 있는 것은 좋은 일이라며 거수 표결 결과 재석 의원 131명 중 115명의 찬성으로 사표를 반려했다.
5월 13일 이시영 부통령은 사표를 재차 제출했고, 14일 국회는 결국 거수 결과 재석 의원 128명 중 77명이 찬성하고 10명이 반대, 나머지는 기권함으로써 이시영 부통령의 사직서를 수리하였으며, 보궐 선거는 16일 실시하기로 재석 의원 130명 중 85명의 찬성으로 결정했다.

## 개요
부통령 보궐선거는 부산 피난지에서 열린 제2대 국회에서 실시되었다. 당시 국회는 70여명의 국민회, 한청 출신 의원들로 구성된 신정동지회, 40여명의 무소속 의원들로 구성된 공화구락부, 그리고 역시 40여명의 의원들을 거느린 민주국민당 등 3개 세력이 주도하고 있었다. 이런 가운데 여권 의원들은 이갑성 신정회 의원을, 민국당, 공화구락부 등 야권 의원들은 김성수 민국당 최고위원을 부통령으로 지지하였다.
부통령 후보자들은 국회 간선으로 선출되었으며 재적 국회의원 210명 중 재석의원 151명에 의해 부통령 선거에서 경합했는데, 1차 투표와 2차 투표에서 당선표수 미달, 결선 투표에서 78표를 얻은 김성수가 부통령으로 선출됐다.
1차 투표와 2차 투표 때는 151명의 국회의원이 참여했으나, 결선 투표 때는 이용설 의원이 뒤늦게 들어와 152명이 참여했다. 이에 일부 의원들은 1·2차 투표에 참여하지 않은 의원은 결선 투표에 낄 수 없다고 주장했으나, 조봉암 의원 등이 강력하게 주장해 이용설 의원에게 투표권이 주어졌다.

## 선거 결과
1·2차 투표에서 2/3인 101표를 득표한 후보가 없어 결선 투표에서 단순 최다 득표자인 김성수 후보를 부통령으로 선출했다.

### 1차 투표
|  | 43.71% |

|  | 35.10% |

|  | 11.26% |

|  | 7.28% |

|  | 1.32% |

|  | 0.66% |

### 2차 투표
|  | 45.03% |

|  | 43.05% |

|  | 6.62% |

|  | 3.31% |

|  | 1.32% |

|  | 0.66% |

### 결선 투표
|  | 51.32% |

|  | 48.03% |